# Élections législatives de 1993 dans les Hauts-de-Seine
Les élections législatives françaises de 1993 se déroulent les 21 et 28 mars 1993. Dans le département des Hauts-de-Seine, treize députés sont à élire dans le cadre de treize circonscriptions.
La droite arrive en tête au premier tour dans toutes les circonscriptions (sauf la 1re) et conserve toutes ses circonscriptions de 1988 au deuxième (à l'exception de la 2e circonscription remportée par un dissident de droite). Le RPR Christian Dupuy gagne notamment la circonscription de Nanterre–Suresnes sur le socialiste Michel Sapin. Le Parti socialiste et ses alliés sont balayés tandis que le PCF fait un gain net d'un siège sur le PS avec la circonscription de Bagneux–Montrouge. Le Front national augmente légèrement son score de 1988 sans qualifier de candidat pour le second tour.

## Élus
| Circonscription | Député sortant                           | Parti | Parti     | Député élu ou réélu    | Parti | Parti     |
| --------------- | ---------------------------------------- | ----- | --------- | ---------------------- | ----- | --------- |
| 1re             | Jacques Brunhes                          |       | PCF       | Jacques Brunhes        |       | PCF       |
| 2e              | Georges Tranchant                        |       | RPR       | Jean-Frantz Taittinger |       | DVD       |
| 3e              | Jean-Yves Haby                           |       | UDF (PR)  | Jean-Yves Haby         |       | UDF (PR)  |
| 4e              | Michel Thauvin suppléant de Michel Sapin |       | PS        | Christian Dupuy        |       | RPR       |
| 5e              | Patrick Balkany                          |       | RPR       | Patrick Balkany        |       | RPR       |
| 6e              | Nicolas Sarkozy                          |       | RPR       | Nicolas Sarkozy        |       | RPR       |
| 7e              | Jacques Baumel                           |       | RPR       | Jacques Baumel         |       | RPR       |
| 8e              | Claude Labbé nsrp                        |       | RPR       | Jean-Jacques Guillet   |       | RPR       |
| 9e              | Georges Gorse                            |       | RPR       | Georges Gorse          |       | RPR       |
| 10e             | André Santini                            |       | UDF (PSD) | André Santini          |       | UDF (PSD) |
| 11e             | Philippe Bassinet                        |       | PS        | Janine Jambu           |       | PCF       |
| 12e             | Jean-Pierre Foucher                      |       | UDF (CDS) | Jean-Pierre Foucher    |       | UDF (CDS) |
| 13e             | Patrick Devedjian                        |       | RPR       | Patrick Devedjian      |       | RPR       |

## Positionnement des partis
Les candidats d'alliance RPR-UDF et divers droite se présentent sous la bannière de l'Union pour la France et ceux du Parti socialiste derrière l'Alliance des Français pour le Progrès. Par ailleurs, Les Verts et Génération écologie s'unissent sous l'étiquette Entente des écologistes.

## Résultats

### Résultats à l'échelle du département
| Parti                 | Parti                                       | Premier tour | Premier tour | Second tour | Second tour | Sièges |
| Parti                 | Parti                                       | Voix         | %            | Voix        | %           | Sièges |
| --------------------- | ------------------------------------------- | ------------ | ------------ | ----------- | ----------- | ------ |
|                       | Rassemblement pour la République            | 164 377      | 30,53        | 121 613     | 33,28       | 7      |
|                       | Union pour la démocratie française          | 76 697       | 14,25        | 89 156      | 24,40       | 3      |
|                       | Divers droite                               | 9 354        | 1,74         | 15 980      | 4,37        | 1      |
|                       | Mouvement des démocrates                    | 1 951        | 0,36         |             |             | 0      |
|                       | Centre national des indépendants et paysans | 1 418        | 0,26         | 0           |             |        |
|                       | Union pour la France                        | 253 797      | 47,14        | 226 749     | 62,05       | 11     |
|                       |                                             |              |              |             |             |        |
|                       | Parti socialiste                            | 74 632       | 13,86        | 80 215      | 21,95       | 0      |
|                       | Mouvement des radicaux de gauche            | 7 006        | 1,30         |             |             | 0      |
|                       | Divers gauche (Maj. prés.)                  | 2 987        | 0,55         | 0           |             |        |
|                       | Alliance des Français pour le progrès       | 84 625       | 15,72        | 80 215      | 21,95       | 0      |
|                       |                                             |              |              |             |             |        |
|                       | Génération écologie                         | 31 729       | 5,89         |             |             | 0      |
|                       | Les Verts                                   | 16 136       | 3,00         | 0           |             |        |
|                       | Entente des écologistes                     | 47 865       | 8,89         |             |             | 0      |
|                       |                                             |              |              |             |             |        |
|                       | Front national                              | 67 073       | 12,46        |             |             | 0      |
|                       | Parti communiste français                   | 55 576       | 10,32        | 58 491      | 16,00       | 2      |
|                       | Divers écologiste dont LT-LNÉ               | 15 606       | 2,90         |             |             | 0      |
|                       | Extrême gauche dont LCR, LO,SÉGA et PT      | 8 623        | 1,60         | 0           |             |        |
|                       | Divers dont PLN                             | 2 915        | 0,54         | 0           |             |        |
|                       | Mouvement des citoyens                      | 1 374        | 0,26         | 0           |             |        |
|                       | Extrême droite                              | 959          | 0,18         | 0           |             |        |
|                       |                                             |              |              |             |             |        |
| Inscrits              | Inscrits                                    | 809 819      | 100,00       | 624 392     | 100,00      | 13     |
| Abstentions           | Abstentions                                 | 252 440      | 31,17        | 222 152     | 35,58       |        |
| Votants               | Votants                                     | 557 379      | 68,83        | 402 240     | 64,42       |        |
| Blancs et nuls        | Blancs et nuls                              | 18 966       | 3,4          | 36 785      | 9,15        |        |
| Exprimés              | Exprimés                                    | 538 413      | 96,6         | 365 455     | 90,85       |        |
| Source : Data.gouv.fr |                                             |              |              |             |             |        |

### Résultats par circonscription

#### Première circonscription (Gennevilliers)
| Candidat       | Candidat                      | Parti             | Premier tour | Premier tour | Second tour | Second tour |  |
| Candidat       | Candidat                      | Parti             | Voix         | %            | Voix        | %           |  |
| -------------- | ----------------------------- | ----------------- | ------------ | ------------ | ----------- | ----------- |  |
|                | Jacques Brunhes sortant réélu | PCF               | 11 658       | 32,76        | 18 929      | 54,33       |  |
|                | Roger Prévot                  | UDF (AD)          | 7 761        | 21,81        | 15 910      | 45,67       |  |
|                | Jean-Yves Le Gallou           | FN                | 6 857        | 19,27        |             |             |  |
|                | Chantal Léopold               | PS (ADFP)         | 2 625        | 7,38         |             |             |  |
|                | Hubert Guicharrousse          | Les Verts (EÉ)    | 2 464        | 6,92         |             |             |  |
|                | Alain Prévot                  | Divers            | 1 202        | 3,38         |             |             |  |
|                | Denis Fauconnier              | LT-LNÉ            | 1 041        | 2,93         |             |             |  |
|                | Brigitte Ranaivoson           | Divers écologiste | 578          | 1,62         |             |             |  |
|                | Michel Breton                 | LO                | 552          | 1,55         |             |             |  |
|                | Jean-Louis Mas                | Divers droite     | 384          | 1,08         |             |             |  |
|                | Dominique Mourre              | PT                | 270          | 0,76         |             |             |  |
|                | Philippe Mussat               | LCR               | 193          | 0,54         |             |             |  |
|                |                               |                   |              |              |             |             |  |
| Inscrits       | Inscrits                      | Inscrits          | 57 383       | 100,00       | 57 376      | 100,00      |  |
| Abstentions    | Abstentions                   | Abstentions       | 20 497       | 35,72        | 20 535      | 35,79       |  |
| Votants        | Votants                       | Votants           | 36 886       | 64,28        | 36 841      | 64,21       |  |
| Blancs et nuls | Blancs et nuls                | Blancs et nuls    | 1 301        | 3,53         | 2 002       | 5,43        |  |
| Exprimés       | Exprimés                      | Exprimés          | 35 585       | 96,47        | 34 839      | 94,57       |  |

#### Deuxième circonscription (Asnières-sur-Seine)
| Candidat       | Candidat                  | Parti          | Premier tour | Premier tour | Second tour | Second tour |  |
| Candidat       | Candidat                  | Parti          | Voix         | %            | Voix        | %           |  |
| -------------- | ------------------------- | -------------- | ------------ | ------------ | ----------- | ----------- |  |
|                | Georges Tranchant sortant | RPR (UPF)      | 10 468       | 28,34        | 12 048      | 42,99       |  |
|                | Frantz Taittinger élu     | Divers droite  | 6 650        | 18           | 15 980      | 57,01       |  |
|                | Hubert Massol             | FN             | 6 254        | 16,93        |             |             |  |
|                | Michel Laneret            | PS (ADFP)      | 4 664        | 12,63        |             |             |  |
|                | Dominique Frager          | GÉ (EÉ)        | 3 272        | 8,86         |             |             |  |
|                | Serge Le Guernevé         | PCF            | 2 553        | 6,91         |             |             |  |
|                | Martine Monel             | LT-LNÉ         | 1 027        | 2,78         |             |             |  |
|                | Jean-Paul Macé            | LO             | 574          | 1,55         |             |             |  |
|                | Évelyne Matet             | UÉD            | 473          | 1,28         |             |             |  |
|                | Jacques Pomeranz          | MDC            | 462          | 1,25         |             |             |  |
|                | Vincent Vidal             | CNIP           | 422          | 1,14         |             |             |  |
|                | Guy Pirod                 | Extrême droite | 119          | 0,32         |             |             |  |
|                |                           |                |              |              |             |             |  |
| Inscrits       | Inscrits                  | Inscrits       | 55 638       | 100,00       | 55 632      | 100,00      |  |
| Abstentions    | Abstentions               | Abstentions    | 17 412       | 31,3         | 22 149      | 39,81       |  |
| Votants        | Votants                   | Votants        | 38 226       | 68,7         | 33 483      | 60,19       |  |
| Blancs et nuls | Blancs et nuls            | Blancs et nuls | 1 288        | 3,37         | 5 455       | 16,29       |  |
| Exprimés       | Exprimés                  | Exprimés       | 36 938       | 96,63        | 28 028      | 83,71       |  |

#### Troisième circonscription (Courbevoie)
| Candidat       | Candidat                     | Parti             | Premier tour | Premier tour | Second tour | Second tour |  |
| Candidat       | Candidat                     | Parti             | Voix         | %            | Voix        | %           |  |
| -------------- | ---------------------------- | ----------------- | ------------ | ------------ | ----------- | ----------- |  |
|                | Jean-Yves Haby sortant réélu | UDF (PR)          | 20 327       | 47,56        | 25 348      | 64,73       |  |
|                | Pierre Roussel               | PS (ADFP)         | 6 836        | 15,99        | 13 811      | 35,27       |  |
|                | Christian Perez              | FN                | 6 483        | 15,17        |             |             |  |
|                | Catherine Brigand            | GÉ (EÉ)           | 4 318        | 10,1         |             |             |  |
|                | Gabriel Massou               | PCF               | 2 165        | 5,07         |             |             |  |
|                | Gabriel Morin                | LT-LNÉ            | 951          | 2,23         |             |             |  |
|                | Philippe Marsault            | LO                | 718          | 1,68         |             |             |  |
|                | Guy Cousin                   | Divers écologiste | 537          | 1,26         |             |             |  |
|                | Didier Poyer                 | PLN               | 208          | 0,49         |             |             |  |
|                | Neil Edmondson               | Extrême droite    | 196          | 0,46         |             |             |  |
|                |                              |                   |              |              |             |             |  |
| Inscrits       | Inscrits                     | Inscrits          | 62 793       | 100,00       | 62 793      | 100,00      |  |
| Abstentions    | Abstentions                  | Abstentions       | 18 450       | 29,38        | 21 065      | 33,55       |  |
| Votants        | Votants                      | Votants           | 44 343       | 70,62        | 41 728      | 66,45       |  |
| Blancs et nuls | Blancs et nuls               | Blancs et nuls    | 1 604        | 3,62         | 2 569       | 6,16        |  |
| Exprimés       | Exprimés                     | Exprimés          | 42 739       | 96,38        | 39 159      | 93,84       |  |

#### Quatrième circonscription (Nanterre)
| Candidat                                                                                         | Candidat                   | Parti          | Premier tour | Premier tour | Second tour | Second tour |  |
| Candidat                                                                                         | Candidat                   | Parti          | Voix         | %            | Voix        | %           |  |
| ------------------------------------------------------------------------------------------------ | -------------------------- | -------------- | ------------ | ------------ | ----------- | ----------- |  |
|                                                                                                  | Christian Dupuy élu        | RPR (UPF)      | 14 645       | 36,58        | 20 714      | 52,6        |  |
|                                                                                                  | Jacqueline Fraysse-Cazalis | PCF            | 8 526        | 21,29        | 18 665      | 47,4        |  |
|                                                                                                  | Michel Sapin sortant       | PS (ADFP)      | 6 680        | 16,68        |             |             |  |
|                                                                                                  | Nathalie Debaille          | FN             | 4 724        | 11,8         |             |             |  |
|                                                                                                  | Christian Demercastel      | Les Verts (EÉ) | 3 192        | 7,97         |             |             |  |
|                                                                                                  | Nicole Kersuzan            | LT-LNÉ         | 1 159        | 2,89         |             |             |  |
|                                                                                                  | Anne-Marie Schwartz        | LO             | 512          | 1,28         |             |             |  |
|                                                                                                  | Bertrand Ameil             | UDI            | 372          | 0,93         |             |             |  |
|                                                                                                  | Michel Allain              | PT             | 231          | 0,58         |             |             |  |
|                                                                                                  |                            |                |              |              |             |             |  |
| Inscrits                                                                                         | Inscrits                   | Inscrits       | 59 299       | 100,00       | 59 298      | 100,00      |  |
| Abstentions                                                                                      | Abstentions                | Abstentions    | 17 945       | 30,26        | 17 790      | 30          |  |
| Votants                                                                                          | Votants                    | Votants        | 41 354       | 69,74        | 41 508      | 70          |  |
| Blancs et nuls                                                                                   | Blancs et nuls             | Blancs et nuls | 1 313        | 3,18         | 2 129       | 5,13        |  |
| Exprimés                                                                                         | Exprimés                   | Exprimés       | 40 041       | 96,82        | 39 379      | 94,87       |  |
| Source : Résultats du premier tour des élections législatives 1993 (21 mars) HAUTS-DE-SEINE (13) |                            |                |              |              |             |             |  |

#### Cinquième circonscription (Levallois-Perret)
| Candidat       | Candidat                      | Parti             | Premier tour | Premier tour | Second tour | Second tour |  |
| Candidat       | Candidat                      | Parti             | Voix         | %            | Voix        | %           |  |
| -------------- | ----------------------------- | ----------------- | ------------ | ------------ | ----------- | ----------- |  |
|                | Patrick Balkany sortant réélu | RPR (UPF)         | 14 129       | 40,78        | 18 907      | 57,95       |  |
|                | Gilles Catoire                | PS (ADFP)         | 6 777        | 19,56        | 13 721      | 42,05       |  |
|                | Alain Gallais                 | FN                | 4 360        | 12,58        |             |             |  |
|                | Guy Schmaus                   | PCF               | 2 652        | 7,65         |             |             |  |
|                | Paul Duprez                   | GÉ (EÉ)           | 2 440        | 7,04         |             |             |  |
|                | Françoise Luneau              | Divers écologiste | 652          | 1,88         |             |             |  |
|                | Roger Vivant                  | CNIP              | 599          | 1,73         |             |             |  |
|                | Robert Crémieux               | SÉGA              | 559          | 1,61         |             |             |  |
|                | Richard Percevault            | LO                | 499          | 1,44         |             |             |  |
|                | Patrick Willig                | LT-LNÉ            | 483          | 1,39         |             |             |  |
|                | Dov Pinhas Yadan              | MDD               | 391          | 1,13         |             |             |  |
|                | Emmanuelle Le Gall            | Divers            | 364          | 1,05         |             |             |  |
|                | Laurent Conversy              | GÉ                | 336          | 0,97         |             |             |  |
|                | Hervé Lefebvre                | UDI               | 230          | 0,66         |             |             |  |
|                | Daniel Dutheil                | PT                | 179          | 0,52         |             |             |  |
|                |                               |                   |              |              |             |             |  |
| Inscrits       | Inscrits                      | Inscrits          | 52 564       | 100,00       | 52 564      | 100,00      |  |
| Abstentions    | Abstentions                   | Abstentions       | 16 776       | 31,92        | 17 477      | 33,25       |  |
| Votants        | Votants                       | Votants           | 35 788       | 68,08        | 35 087      | 66,75       |  |
| Blancs et nuls | Blancs et nuls                | Blancs et nuls    | 1 138        | 3,18         | 2 459       | 7,01        |  |
| Exprimés       | Exprimés                      | Exprimés          | 34 650       | 96,82        | 32 628      | 92,99       |  |

#### Sixième circonscription (Neuilly-sur-Seine)
|                | Nicolas Sarkozy sortant réélu | RPR (UPF)      | 26 594 | 64,90  |  |  |  |
|                | Marie-Caroline Le Pen         | FN             | 4 920  | 12,01  |  |  |  |
|                | Élisabeth Gourevitch          | PS (ADFP)      | 3 741  | 9,13   |  |  |  |
|                | Denis Abecassis               | GÉ (EÉ)        | 2 674  | 6,53   |  |  |  |
|                | Nadine Garcia-Acebedo         | PCF            | 1 267  | 3,09   |  |  |  |
|                | Michel Blanchard              | LT-LNÉ         | 705    | 1,72   |  |  |  |
|                | Roger Dachez                  | Divers         | 584    | 1,43   |  |  |  |
|                | Bertrand Joubert              | UDI            | 493    | 1,20   |  |  |  |
|                | Jean-Michel Granger           | Divers droite  | 0      | 0,00   |  |  |  |
|                |                               |                |        |        |  |  |  |
| Inscrits       | Inscrits                      | Inscrits       | 59 077 | 100,00 |  |  |  |
| Abstentions    | Abstentions                   | Abstentions    | 16 776 | 28,4   |  |  |  |
| Votants        | Votants                       | Votants        | 42 301 | 71,6   |  |  |  |
| Blancs et nuls | Blancs et nuls                | Blancs et nuls | 1 323  | 3,13   |  |  |  |
| Exprimés       | Exprimés                      | Exprimés       | 40 978 | 96,87  |  |  |  |

#### Septième circonscription (Rueil-Malmaison)
|                | Jacques Baumel sortant réélu | RPR (UPF)      | 27 262 | 55,26  |  |  |  |
|                | Madeleine Darbel             | PS (ADFP)      | 6 827  | 13,84  |  |  |  |
|                | Daniel Burq                  | GÉ (EÉ)        | 5 398  | 10,94  |  |  |  |
|                | Christian Maréchal           | FN             | 5 030  | 10,2   |  |  |  |
|                | Jean-Raymond Pacouret        | PCF            | 2 249  | 4,56   |  |  |  |
|                | Marie Gensanne               | LT-LNÉ         | 1 138  | 2,31   |  |  |  |
|                | Roger Tron                   | Divers droite  | 997    | 2,02   |  |  |  |
|                | Jacques Wagner               | MDD            | 230    | 0,47   |  |  |  |
|                | Guy Michaely                 | AP             | 204    | 0,41   |  |  |  |
|                |                              |                |        |        |  |  |  |
| Inscrits       | Inscrits                     | Inscrits       | 72 825 | 100,00 |  |  |  |
| Abstentions    | Abstentions                  | Abstentions    | 21 683 | 29,77  |  |  |  |
| Votants        | Votants                      | Votants        | 51 142 | 70,23  |  |  |  |
| Blancs et nuls | Blancs et nuls               | Blancs et nuls | 1 807  | 3,53   |  |  |  |
| Exprimés       | Exprimés                     | Exprimés       | 49 335 | 96,47  |  |  |  |

#### Huitième circonscription (Meudon)
| Candidat       | Candidat                 | Parti                      | Premier tour | Premier tour | Second tour | Second tour |  |
| Candidat       | Candidat                 | Parti                      | Voix         | %            | Voix        | %           |  |
| -------------- | ------------------------ | -------------------------- | ------------ | ------------ | ----------- | ----------- |  |
|                | Jean-Jacques Guillet élu | RPR                        | 13 867       | 31,18        | 21 260      | 100,00      |  |
|                | Henry Wolf               | UDF (PSD)                  | 9 308        | 20,93        | Retrait     | Retrait     |  |
|                | Caroline Roy             | MRG (ADFP)                 | 7 006        | 15,75        |             |             |  |
|                | Sophie Brissaud          | FN                         | 4 564        | 10,26        |             |             |  |
|                | Guy Konopnicki           | GÉ (EÉ)                    | 4 341        | 9,76         |             |             |  |
|                | Bernard Jasserand        | PCF                        | 2 532        | 5,69         |             |             |  |
|                | Maurice Grégoire         | LT-LNÉ                     | 554          | 1,25         |             |             |  |
|                | André Suchier            | Divers écologiste          | 485          | 1,09         |             |             |  |
|                | Harry Marguerites        | Divers gauche (Maj. prés.) | 476          | 1,07         |             |             |  |
|                | Pierre Godicheau         | CNIP                       | 397          | 0,89         |             |             |  |
|                | Alain Fiévet             | MDC                        | 388          | 0,87         |             |             |  |
|                | Eddy Laurent-Amsallem    | Divers                     | 356          | 0,8          |             |             |  |
|                | Patrick Nicolas          | PLN                        | 201          | 0,45         |             |             |  |
|                |                          |                            |              |              |             |             |  |
| Inscrits       | Inscrits                 | Inscrits                   | 64 727       | 100,00       | 64 726      | 100,00      |  |
| Abstentions    | Abstentions              | Abstentions                | 18 827       | 29,09        | 32 133      | 49,64       |  |
| Votants        | Votants                  | Votants                    | 45 900       | 70,91        | 32 593      | 50,36       |  |
| Blancs et nuls | Blancs et nuls           | Blancs et nuls             | 1 425        | 3,1          | 11 333      | 34,77       |  |
| Exprimés       | Exprimés                 | Exprimés                   | 44 475       | 96,9         | 21 260      | 65,23       |  |

#### Neuvième circonscription (Boulogne-Billancourt)
|                | Georges Gorse sortant réélu | RPR (UPF)         | 19 715 | 56,49  |  |  |  |
|                | Pierre Gaborit              | PS (ADFP)         | 5 150  | 14,76  |  |  |  |
|                | Jean Allard                 | FN                | 3 878  | 11,11  |  |  |  |
|                | Yann Fradin                 | Les Verts (EÉ)    | 2 913  | 8,35   |  |  |  |
|                | Robert Créange              | PCF               | 1 630  | 4,67   |  |  |  |
|                | Bruno Ricard                | LT-LNÉ            | 502    | 1,44   |  |  |  |
|                | Pascal Pucheu               | Divers droite     | 373    | 1,07   |  |  |  |
|                | Sarah Garbarz               | Divers écologiste | 319    | 0,91   |  |  |  |
|                | François Poyet              | Divers droite     | 227    | 0,65   |  |  |  |
|                | Jean Lafferrière            | LCR               | 191    | 0,55   |  |  |  |
|                |                             |                   |        |        |  |  |  |
| Inscrits       | Inscrits                    | Inscrits          | 53 509 | 100,00 |  |  |  |
| Abstentions    | Abstentions                 | Abstentions       | 17 388 | 32,5   |  |  |  |
| Votants        | Votants                     | Votants           | 36 121 | 67,5   |  |  |  |
| Blancs et nuls | Blancs et nuls              | Blancs et nuls    | 1 223  | 3,39   |  |  |  |
| Exprimés       | Exprimés                    | Exprimés          | 34 898 | 96,61  |  |  |  |

#### Dixième circonscription (Issy-les-Moulineaux)
| Candidat       | Candidat                    | Parti                      | Premier tour | Premier tour | Second tour | Second tour |  |
| Candidat       | Candidat                    | Parti                      | Voix         | %            | Voix        | %           |  |
| -------------- | --------------------------- | -------------------------- | ------------ | ------------ | ----------- | ----------- |  |
|                | André Santini sortant réélu | UDF (PSD)                  | 17 513       | 49,45        | 20 242      | 62,23       |  |
|                | Marlène Biton               | PS (ADFP)                  | 5 386        | 15,21        | 12 285      | 37,77       |  |
|                | Michel Dorlin               | FN                         | 3 793        | 10,71        |             |             |  |
|                | Didier Hervo                | Les Verts (EÉ)             | 3 143        | 8,87         |             |             |  |
|                | Jean-Yves Vasseur           | PCF                        | 2 454        | 6,93         |             |             |  |
|                | Raymond Deniau              | SÉGA                       | 1 039        | 2,93         |             |             |  |
|                | Jocelyne Walle              | LT-LNÉ                     | 620          | 1,75         |             |             |  |
|                | Annie Rieupet               | LO                         | 530          | 1,5          |             |             |  |
|                | Jean Peynaud                | Divers gauche (Maj. prés.) | 479          | 1,35         |             |             |  |
|                | Bruno Lardoux               | Divers gauche              | 237          | 0,67         |             |             |  |
|                | Jean-Charles Kermin         | PT                         | 224          | 0,63         |             |             |  |
|                |                             |                            |              |              |             |             |  |
| Inscrits       | Inscrits                    | Inscrits                   | 53 411       | 100,00       | 53 411      | 100,00      |  |
| Abstentions    | Abstentions                 | Abstentions                | 16 725       | 31,31        | 18 833      | 35,26       |  |
| Votants        | Votants                     | Votants                    | 36 686       | 68,69        | 34 578      | 64,74       |  |
| Blancs et nuls | Blancs et nuls              | Blancs et nuls             | 1 268        | 3,46         | 2 051       | 5,93        |  |
| Exprimés       | Exprimés                    | Exprimés                   | 35 418       | 96,54        | 32 527      | 94,07       |  |

#### Onzième circonscription (Montrouge)
| Candidat       | Candidat                  | Parti                      | Premier tour | Premier tour | Second tour | Second tour |  |
| Candidat       | Candidat                  | Parti                      | Voix         | %            | Voix        | %           |  |
| -------------- | ------------------------- | -------------------------- | ------------ | ------------ | ----------- | ----------- |  |
|                | Alain Robert              | RPR (UPF)                  | 12 729       | 32,11        | 18 130      | 46,46       |  |
|                | Janine Jambu élue         | PCF                        | 9 037        | 22,8         | 20 896      | 53,54       |  |
|                | Philippe Bassinet sortant | PS (ADFP)                  | 6 604        | 16,66        |             |             |  |
|                | Raoul Raketitch           | FN                         | 4 225        | 10,66        |             |             |  |
|                | Monique Macherey          | GÉ (EÉ)                    | 3 629        | 9,16         |             |             |  |
|                | Marie-France Nguyen       | LT-LNÉ                     | 834          | 2,1          |             |             |  |
|                | Pierre Bonelli            | MDD                        | 618          | 1,56         |             |             |  |
|                | Louis Pirois              | LO                         | 567          | 1,43         |             |             |  |
|                | Marie-José Bertinelli     | Divers écologiste          | 401          | 1,01         |             |             |  |
|                | Henri Afonso              | Divers écologiste          | 333          | 0,84         |             |             |  |
|                | Yves Bourdin              | PT                         | 245          | 0,62         |             |             |  |
|                | Vivette Le Corguille      | LCR                        | 192          | 0,48         |             |             |  |
|                | Martial Poussier          | Divers gauche (Maj. prés.) | 156          | 0,39         |             |             |  |
|                | Serge Ayoub               | Extrême droite             | 68           | 0,17         |             |             |  |
|                |                           |                            |              |              |             |             |  |
| Inscrits       | Inscrits                  | Inscrits                   | 63 341       | 100,00       | 63 341      | 100,00      |  |
| Abstentions    | Abstentions               | Abstentions                | 22 259       | 35,14        | 21 875      | 34,54       |  |
| Votants        | Votants                   | Votants                    | 41 082       | 64,86        | 41 466      | 65,46       |  |
| Blancs et nuls | Blancs et nuls            | Blancs et nuls             | 1 444        | 3,51         | 2 440       | 5,88        |  |
| Exprimés       | Exprimés                  | Exprimés                   | 39 638       | 96,49        | 39 026      | 94,12       |  |

#### Douzième circonscription (Clamart)
| Candidat       | Candidat                          | Parti                      | Premier tour | Premier tour | Second tour | Second tour |  |
| Candidat       | Candidat                          | Parti                      | Voix         | %            | Voix        | %           |  |
| -------------- | --------------------------------- | -------------------------- | ------------ | ------------ | ----------- | ----------- |  |
|                | Jean-Pierre Foucher sortant réélu | UDF (CDS)                  | 21 788       | 44,07        | 27 656      | 58,61       |  |
|                | Pascal Buchet                     | PS (ADFP)                  | 8 780        | 17,76        | 19 534      | 41,39       |  |
|                | Alain Le Berre                    | FN                         | 5 843        | 11,82        |             |             |  |
|                | Jean-Francois Dumas               | Les Verts (EÉ)             | 4 424        | 8,95         |             |             |  |
|                | Marie-George Buffet               | PCF                        | 4 264        | 8,62         |             |             |  |
|                | Robert Larcher                    | LO                         | 894          | 1,81         |             |             |  |
|                | Jean-Pierre Mourier               | LT-LNÉ                     | 821          | 1,66         |             |             |  |
|                | Alain Grielen                     | MDD                        | 712          | 1,44         |             |             |  |
|                | Jurgen Dung                       | Divers gauche (Maj. prés.) | 548          | 1,11         |             |             |  |
|                | Annette Legoeuil                  | MDC                        | 524          | 1,06         |             |             |  |
|                | Richard Coutat                    | SÉGA                       | 454          | 0,92         |             |             |  |
|                | Christine Burgaud                 | Divers écologiste          | 386          | 0,78         |             |             |  |
|                |                                   |                            |              |              |             |             |  |
| Inscrits       | Inscrits                          | Inscrits                   | 74 818       | 100,00       | 74 818      | 100,00      |  |
| Abstentions    | Abstentions                       | Abstentions                | 23 575       | 31,51        | 24 557      | 32,82       |  |
| Votants        | Votants                           | Votants                    | 51 243       | 68,49        | 50 261      | 67,18       |  |
| Blancs et nuls | Blancs et nuls                    | Blancs et nuls             | 1 805        | 3,52         | 3 071       | 6,11        |  |
| Exprimés       | Exprimés                          | Exprimés                   | 49 438       | 96,48        | 47 190      | 93,89       |  |

#### Treizième circonscription (Antony)
| Candidat       | Candidat                        | Parti                      | Premier tour | Premier tour | Second tour | Second tour |  |
| Candidat       | Candidat                        | Parti                      | Voix         | %            | Voix        | %           |  |
| -------------- | ------------------------------- | -------------------------- | ------------ | ------------ | ----------- | ----------- |  |
|                | Patrick Devedjian sortant réélu | RPR (UPF)                  | 24 968       | 46,00        | 30 333      | 59,25       |  |
|                | Jean-François Merle             | PS (ADFP)                  | 10 562       | 19,46        | 20 864      | 40,75       |  |
|                | Daniel Gazzola                  | FN                         | 6 142        | 11,32        |             |             |  |
|                | Adrian Rosner                   | GÉ (EÉ)                    | 5 657        | 10,42        |             |             |  |
|                | André Aubry                     | PCF                        | 4 589        | 8,45         |             |             |  |
|                | Christiane Lefrere              | Divers écologiste (LT-LNÉ) | 1 271        | 2,34         |             |             |  |
|                | Jacques Caillault               | Divers gauche (Maj. prés.) | 1 091        | 2,01         |             |             |  |
|                |                                 |                            |              |              |             |             |  |
| Inscrits       | Inscrits                        | Inscrits                   | 80 439       | 100,00       | 80 433      | 100,00      |  |
| Abstentions    | Abstentions                     | Abstentions                | 24 105       | 29,97        | 25 713      | 31,97       |  |
| Votants        | Votants                         | Votants                    | 56 334       | 70,03        | 54 720      | 68,03       |  |
| Blancs et nuls | Blancs et nuls                  | Blancs et nuls             | 2 054        | 3,65         | 3 523       | 6,44        |  |
| Exprimés       | Exprimés                        | Exprimés                   | 54 280       | 96,35        | 51 197      | 93,56       |  |